# Friedrich von Delius

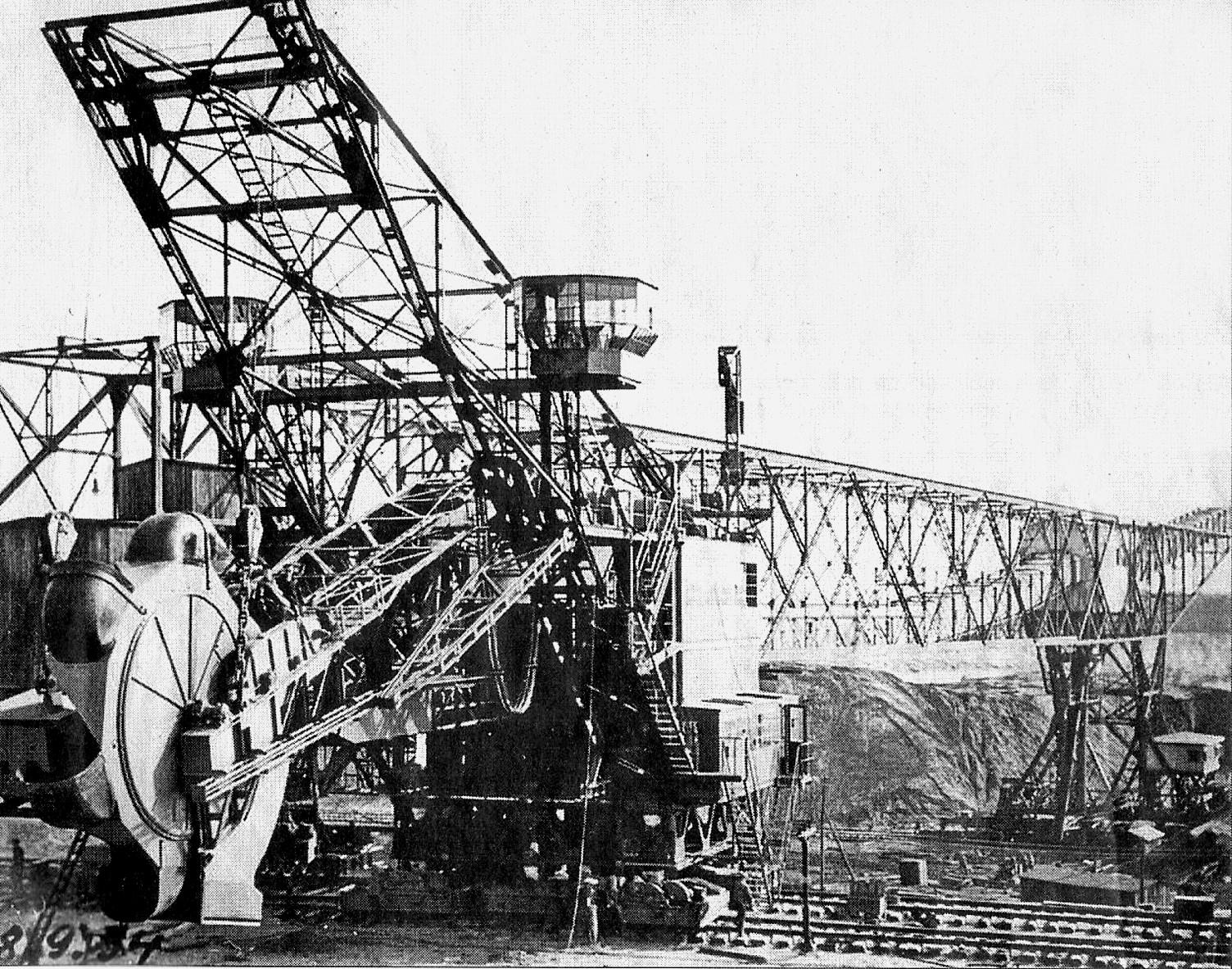
Die erste Abraumförderbrücke der Welt bei Plessa

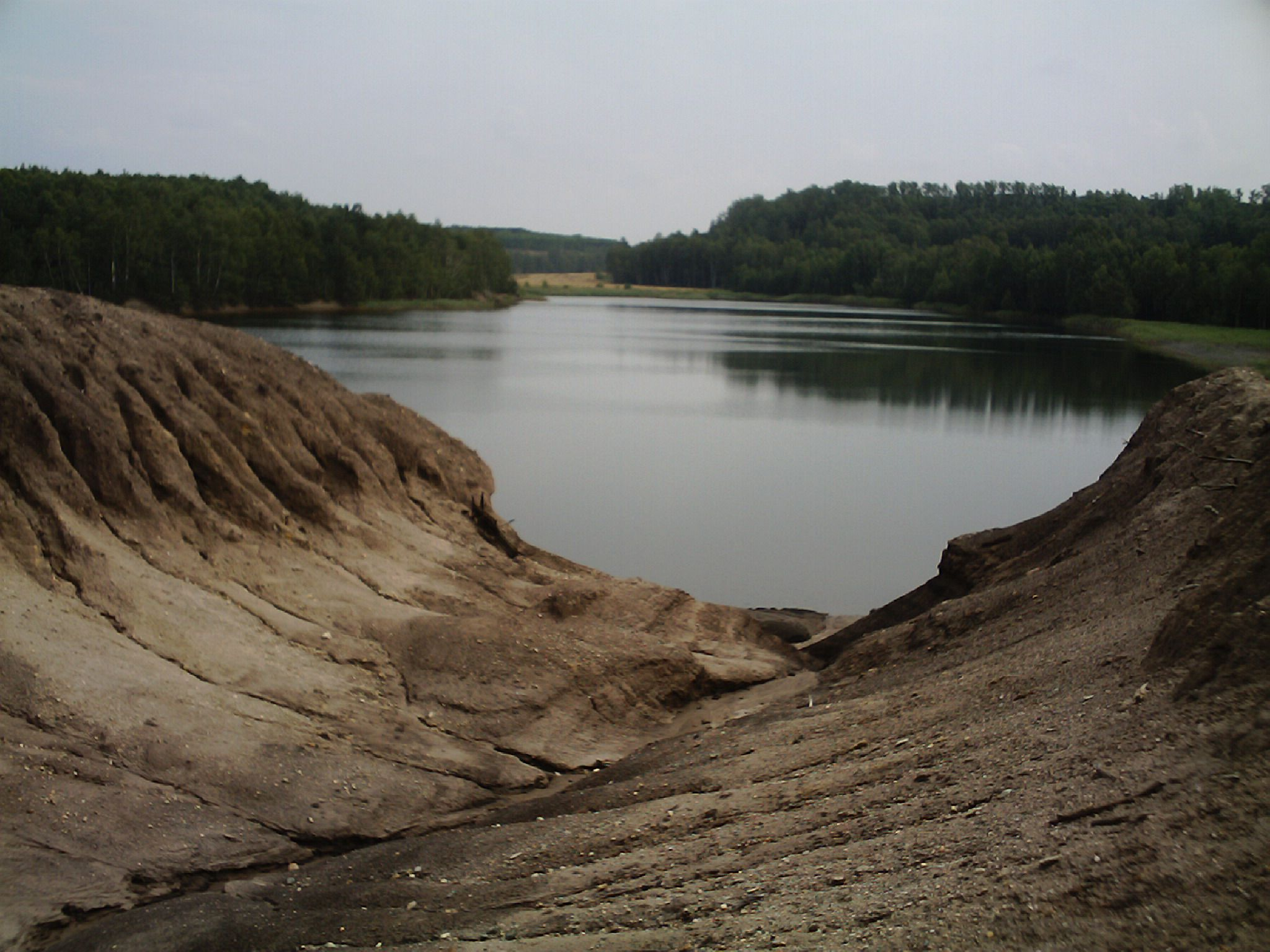
Tagebau-Restloch bei Plessa

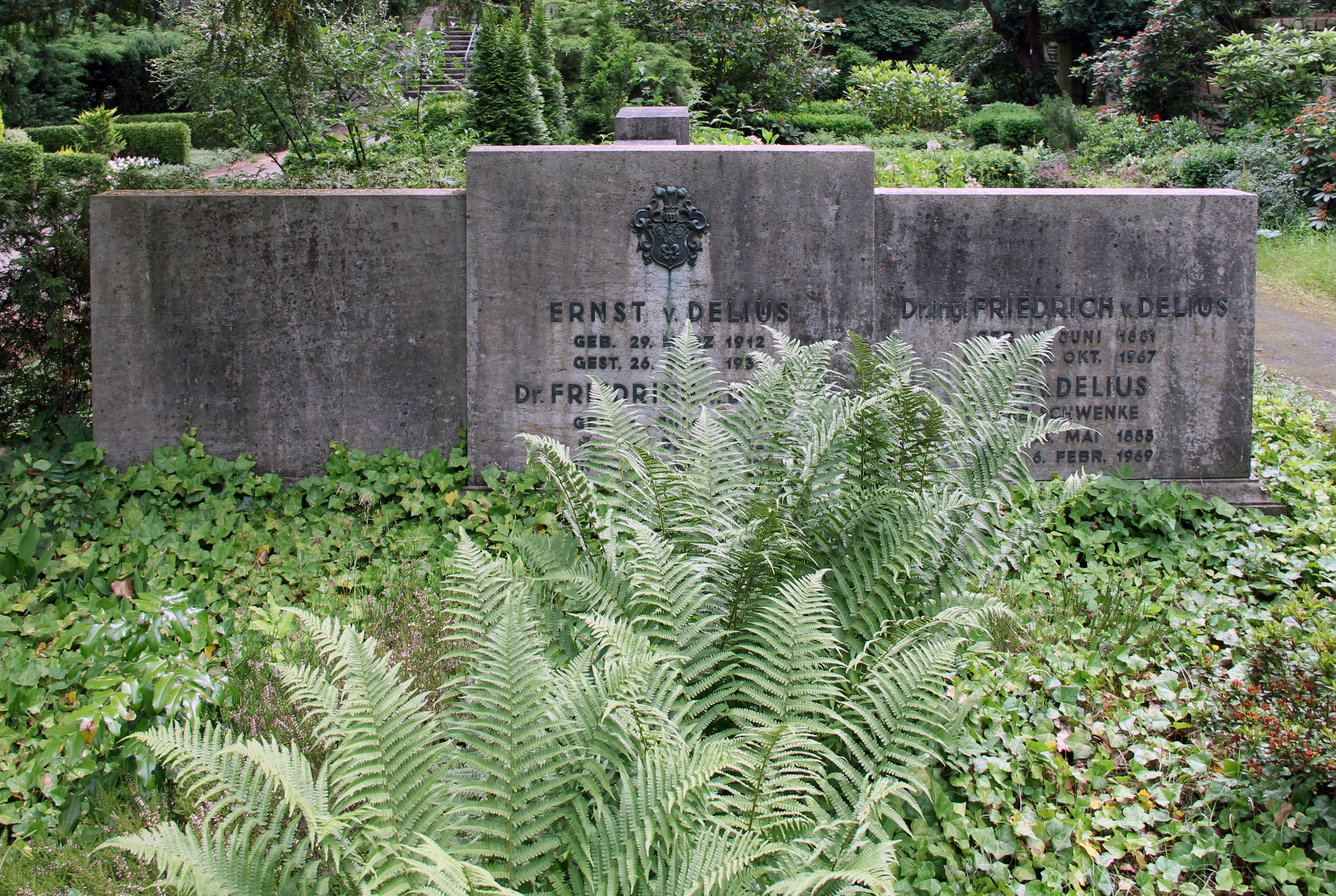
Grabstätte, Hüttenweg 47, in Berlin-Dahlem

Friedrich Ludwig Rudolf Carl Emil von Delius (* 3. Juni 1881 in Warburg; † 12. Oktober 1967 in Berlin-Dahlem) war ein Bergwerksdirektor in Plessa.
Er ließ 1924 nach eigenen Plänen die erste Abraumförderbrücke der Welt bauen, die 1925 im Tagebau „Agnes“ bei Plessa in Betrieb ging. Diese Technologie, der von seinen Zeitgenossen keine Zukunft zugesprochen wurde, revolutionierte den Braunkohletagebau, insbesondere in der Lausitz und hinterließ auf der ganzen Welt landschaftlich ihre Spuren.

## Leben
Delius entstammte einer ravensbergischen Familie; sein Vater Karl von Delius (1840–1907) war Landrat in Warburg. Er war ein Urenkel des preußischen Regierungspräsidenten Daniel Heinrich Delius; sein Stiefbruder war der Schriftsteller und Philosoph Rudolf von Delius.
Von Delius wurde 1910 Direktor der 1897 gegründeten Plessaer Braunkohlenwerke. Nach herben Verlusten im Abraumbetrieb entwickelte und konstruierte er gemeinsam mit Ingenieuren der ATG Leipzig eine Abraumförderbrücke. Der Auftrag für den Bau wurde 1923 erteilt, Baubeginn war im Mai 1924 und der erste Probebetrieb begann am 26. September 1924.
Die Inbetriebnahme dieser Anlage kostete zwar vorübergehend 80 der etwa 100 Arbeitsplätze im Abraumbetrieb, sicherte aber die weitere Zukunft des Unternehmens und legte einen wichtigen Grundstein für den Braunkohletagebau in der Lausitz bzw. auf der Welt. Eine spätere Weiterentwicklung ist die größte Abraumförderbrücke der Welt F60.
Friedrich von Delius war Mitglied der NSDAP und musste dadurch Ende 1938 aus dem Johanniterorden austreten, dem er 1914 als Ehrenritter beitrat und seit 1927 als Rechtsritter in der Sächsischen Provinzial-Genossenschaft der Kongregation organisiert war.

## Ehe und Nachkommen
Friedrich war verheiratet mit Katharina Louise (Isa) Schwenke (1885–1969), mit ihr hatte er drei Söhne. Der Zweitgeborene, Ernst von Delius (1912–1937), wurde als Rennfahrer der Auto Union AG bekannt.